# Camps-sur-l’Agly
Camps-sur-l’Agly település Franciaországban, Aude megyében. Lakosainak száma 61 fő (2022. január 1.). Camps-sur-l’Agly Bugarach, Cubières-sur-Cinoble, Fourtou, Caudiès-de-Fenouillèdes és Prugnanes községekkel határos.

## Népesség
A település népessége az elmúlt években az alábbi módon változott:
| Lakosok száma | 38   | 46   | 56   | 80   | 61   | 59   | 55   | 53   | 51   | 61   |
|               | 1968 | 1982 | 1990 | 2006 | 2013 | 2015 | 2017 | 2019 | 2020 | 2022 |